# Kanaglia (album)
Kanaglia è il primo album in studio del rapper italiano DrefGold, pubblicato il 6 luglio 2018 dalla Billion Headz Music Group.

## Tracce
1. Kanaglia – 2:19
2. GG – 2:57
3. Booster – 3:26
4. Wave (feat. Sfera Ebbasta) – 2:50
5. Fortuna – 3:20
6. Boss – 3:24
7. Soldi blu – 1:52
8. Mannaggia – 3:06
9. Occupato – 2:24
10. Piccolo Dref – 3:15
11. Kngl Dance – 3:37

Traccia bonus nella riedizione digitale
1. Nuvola (con Side Baby) – 3:34

## Formazione
- DrefGold – voce
- Daves the Kid – produzione
- Sfera Ebbasta – voce aggiuntiva (traccia 4)
- Ava – produzione (traccia 11)

## Classifiche
| Classifica (2018) | Posizione massima |
| ----------------- | ----------------- |
| Italia            | 2                 |